# Де Лорансе, Гийом Латрий
Гийом Латрий де Лорансе (фр. Guillaume Latrille de Lorencez; 1772—1855) — французский военный деятель, дивизионный генерал (1813 год), граф (1813 год), участник революционных и наполеоновских войн. Имя генерала выбито на Триумфальной арке в Париже.

## Биография

### Происхождение и служба в годы Революционных войн
Родился в семье булочника и трактирщика Жана Латрия (фр. Jean Latrille; 1742—1803) и его супруги Мари Лякрамп (фр. Marie Adèle Lacrampe; 1747—ок.1803). Поступил на военную службу 12 декабря 1791 года во 2-й батальон волонтёров Нижних Пиренеев. Сражался в Армии Западных Пиренеев. 1 сентября 1793 года был произведён в капитаны, и зачислен в штаб 39-й полубригады линейной пехоты. 23 сентября 1795 года стал адъютантом генерала Ожеро. 26 мая 1796 года возглавил роту в 4-й полубригаде линейной пехоты. Сражался в рядах Итальянской армии, отличился при Риволи. 12 сентября 1797 года произведён во временные командиры батальона 51-й полубригады линейной пехоты. С 23 сентября 1797 года вновь выполнял функции адъютанта генерала Ожеро в Рейнской армии. 13 августа 1799 года зачислен в штаб Английской армии. 29 декабря 179 года произведён в полковники штаба и включён в штаб Батавской армии.

### Во главе полка
В январе 1801 года вернулся во Францию и составался без служебного назначения. В 1804 году вернулся в строй и был зачислен в лагерь в Бресте под начало Ожеро. 3 декабря 1804 года переведён в лагерь Сент-Омер и 1 февраля 1805 года поставлен во главе 46-го полка линейной пехоты, который входил в состав пехотной дивизии Вандама. 29 августа 1805 года полк действовал с дивизией в составе 4-го корпуса маршала Сульта Великой Армии. Принимал участие в сражениях при Ульме, Аустерлице, Йене и Эйлау.

### Бригадный генерал
10 февраля 1807 года получил звание бригадного генерала. С 1 марта 1807 года командовал различными бригадами в дивизии генерала Сент-Илера. 4 ноября 1808 года был переведён в пехотную дивизию Гюдена, и возглавил 2-ю бригаду (25-й и 85-й линейные полки). 28 марта 1809 года вернулся в дивизию Сент-Илера. 6 июля был ранен при Ваграме. 15 июля 1809 года занял должность начальника штаба Армии Германии.
14 апреля 1810 года присоединился к Каталонской армии, и с июня сражался в составе дивизии Фрера. 18 июня 1811 года был ранен при осаде Таррагоны. 15 августа 1811 года был направлен в Брюссель в качестве начальника штаба 17-го и 31-го военных округов у маршала Удино.
21 ноября 1811 года в Париже женился на Николетте Удино (фр. Nicolette Caroline Oudinot; 1795—1865), дочери маршала Удино. В браке родились четверо детей:
- дочь Викторина (фр. Victorine Charlotte Latrille de Lorencez; 1812—1887),
- сын Шарль (фр. Charles Ferdinand Latrille de Lorencez; 1814—1892),
- дочь Адель (фр. Adèle Marie Victorine Latrille de Lorencez; 1815—1909),
- дочь Эмели (фр. Emelie Charlotte Elizabeth Latrille de Lorencez; 1819—1906)[1].

9 февраля 1812 года был назначен начальником штаба 2-го наблюдательного корпуса Эльбы, который с 1 апреля стал 2-м армейским корпусом Великой Армии. 11 ноября был четырежды ранен под Смоленском, и получил разрешение покинуть армию для лечения.
Последние кампании
29 января 1813 года вернулся во Францию. 13 марта был произведён в дивизионные генералы. 17 марта возглавил 14-ю пехотную дивизию 4-го армейского корпуса. 24 апреля с дивизией был включён в 12-й корпус. 21 мая был тяжело ранен пулей в правое бедро и ядром в левое бедро при Вюршене, и был принудительно отправлен во Францию для лечения. Признанный непригодным для активной службы, 20 января 1814 года был назначен командующим 14-го военного округа. С 20 марта был без служебного назначения. 30 декабря был назначен инспектором пехоты в 3-м военном округе в Меце. 14 апреля 1815 года он руководил организацией Национальной гвардии в данном округе. С 1 августа 1815 года был без служебного назначения. С 18 августа 1816 по 1 января 1827 года был генеральным инспектором пехоты. 15 августа 1839 года зачислен в резерв Генерального штаба.

## Воинские звания
- Солдат (12 декабря 1791 года);
- Сержант (26 декабря 1791 года);
- Старший сержант (6 апреля 1792 года);
- Младший лейтенант (6 ноября 1792 года);
- Капитан (1 сентября 1793 года);
- Командир батальона (12 сентября 1797 года);
- Полковник штаба (29 декабря 1799 года);
- Бригадный генерал (10 февраля 1807 года);
- Дивизионный генерал (13 марта 1813 года).

## Титулы

Герб графа

- Барон де Лорансе и Империи (фр. baron de Lorencez et de l'Empire; декрет от 19 марта 1808 года, патент подтверждён 29 июня 1808 года в Байонне);
- Граф де Лорансе и Империи (фр. comte de Lorencez et de l'Empire; декрет от 22 июня 1813 года, патент подтверждён 11 сентября 1813 года)[2][3].

## Награды
Легионер ордена Почётного легиона (11 декабря 1803 года)
 Офицер ордена Почётного легиона (14 июня 1804 года)
 Командор ордена Почётного легиона (25 декабря 1805 года)
 Кавалер ордена Железной короны (23 апреля 1809 года)
 Кавалер военного ордена Святого Людовика (6 мая 1814 года)
 Великий офицер ордена Почётного легиона (24 августа 1814 года)
 Командор военного ордена Святого Людовика (1 мая 1821 года)